# Chicago (Schiff, 1931)
Die USS Chicago (CA-29) war ein US-amerikanischer Schwerer Kreuzer der Northampton-Klasse, der nach der Stadt Chicago, Illinois, benannt wurde und im Verlauf des Zweiten Weltkriegs vor allem im Pazifikkrieg eingesetzt wurde.
Das 9300 ts schwere Schiff wurde bei der Mare Island Naval Shipyard als Leichter Kreuzer gebaut und im April 1931 in Dienst gestellt. Hauptmerkmal des Entwurfes aus dem Jahr 1926 waren die drei 20,3-cm-Drillings-Geschütztürme. Die Jungfernfahrt unternahm das Schiff nach Hawaii, Tahiti und Amerikanisch-Samoa. Im Juli des gleichen Jahres fand die Umklassifizierung zum Schweren Kreuzer statt. Kurz darauf verlegte das Schiff in den Atlantik, um dort als Flaggschiff einer Kreuzerdivision (CRUDIV) zu dienen. In diesem Rahmen nahm sie an einigen Flottenübungen teil. Im September 1940 erfolgte die Verlegung in den Pazifik nach Pearl Harbor.

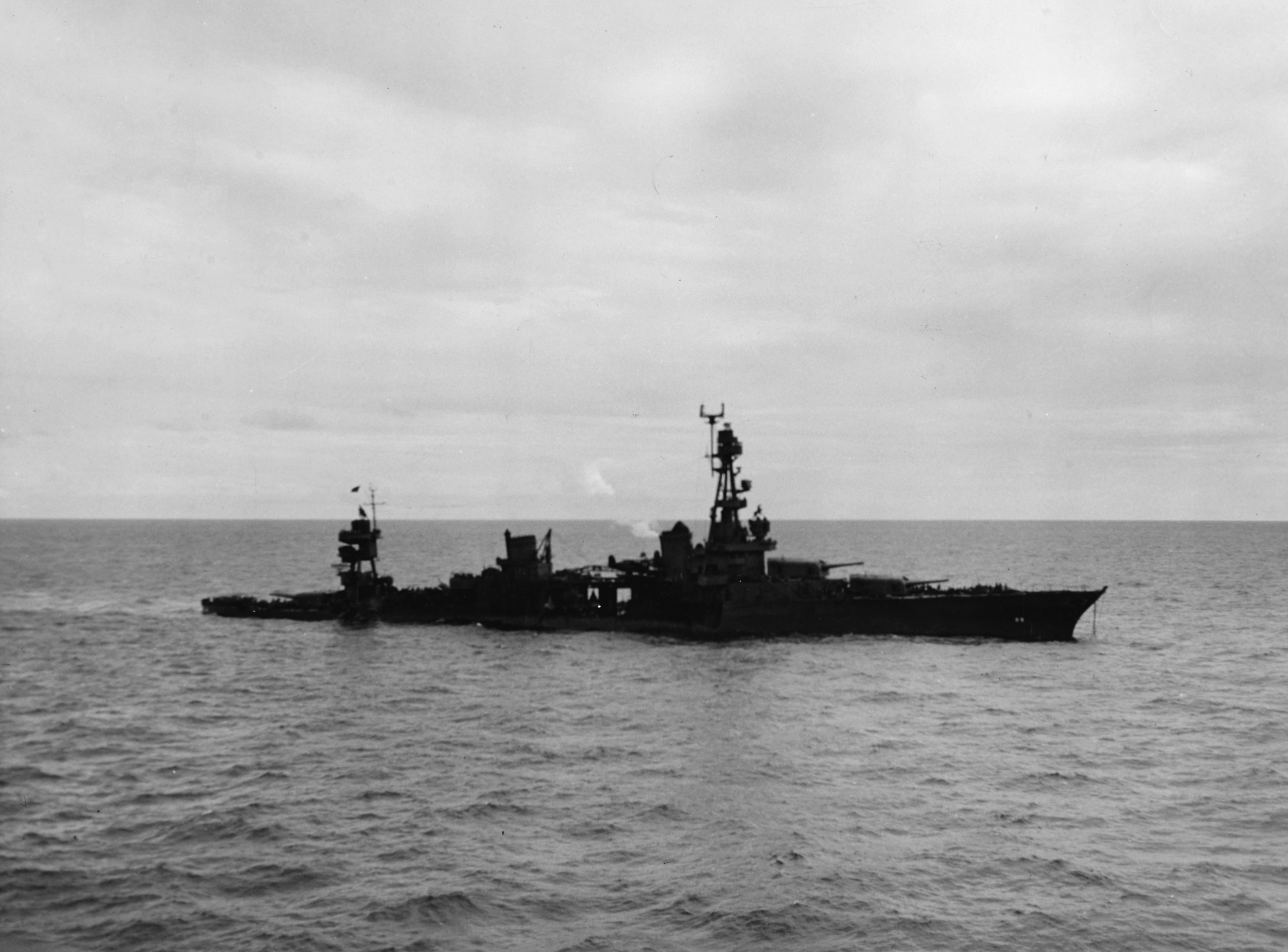
Die Chicago liegt tief im Wasser, nachdem sie bei der Rennell-Insel Torpedotreffer erhalten hatte

Als der Pazifikkrieg ausbrach, befand sich die Chicago auf See. Während der ersten Kriegswochen fuhr sie Patrouillen- und Aufklärungsfahrten. Anfang Februar 1942 verlegte der Kreuzer in die Gewässer des Südpazifiks, um dort die alliierten Kräfte bei der Bekämpfung der japanischen Expansion zu unterstützen. Das Schiff nahm an der Schlacht im Korallenmeer teil. Dort bestand ihre Aufgabe im Unterbinden der japanischen Landungen bei Port Moresby auf Neuguinea. Dabei wurde das Schiff bei einem japanischen Luftangriff durch MG- und Bordkanonenfeuer leicht beschädigt.
In der Folge verblieb die Chicago im Südpazifik und wurde bei den amerikanischen Einsätzen bei Guadalcanal und Tulagi in den Südsalomonen im August eingesetzt. In der Nacht vom 8. auf den 9. August 1942 patrouillierte sie zusammen mit der Canberra, einem australischen Schweren Kreuzer, und zwei Zerstörern zwischen Guadalcanal und Savo Island, als sie von japanischen Kreuzern und Zerstörern attackiert wurden. Sie erhielt einen Torpedotreffer in den Bug, konnte aber anders als die überwiegende Zahl der anderen Schiffe am frühen Morgen entkommen. Vier alliierte Kreuzer und zwei Zerstörer wurden in dieser Schlacht vor Savo Island versenkt, während kein japanisches Schiff sank.
Nach einer Reparatur in einem Dock an der US-Westküste kehrte die Chicago im Januar 1943 wieder in das umkämpfte Gebiet der Salomonen zurück. In der Schlacht bei Rennell Island am 29. Januar fügten ihr japanische Flugzeuge zwei Torpedotreffer zu. Zwar gelang es, den Kreuzer aus der Gefahrenzone zu schleppen, doch am nächsten Tag erfolgte wiederum ein japanischer Angriff. Die Chicago sank am 30. Januar 1943 durch weitere Torpedotreffer.